# 盖伦达什·哲尔吉
盖伦达什·哲尔吉（匈牙利語：Gerendás György，1954年2月23日—），匈牙利男子水球运动员。他曾代表匈牙利参加1976年和1980年夏季奥林匹克运动会水球比赛，获得一枚金牌和一枚铜牌。